# Gebhard I. z Mansfeldu
Gebhard I. z Mansfeldu-Vorderortu (německy Johann Gebhard von Mansfeld-Vorderort; mezi lety 1525/1530 – 2. listopadu 1562, Frankfurt nad Mohanem) byl kolínský arcibiskup-kurfiřt. Pocházel ze šlechtického rodu Mansfeldů.

## Kariéra
Gebhard i jeho starší bratr byli zakládajícími členy Šmalkaldského spolku. Spor mezi Gebhardem a jeho bratrem Janem Albrechtem, hrabětem z Mansfeldu-Arnsteinu (1522–1586) v roce 1546, vedl k mediaci Martinem Lutherem. 
V roce 1558 byl Gebhard z Mansfeldu zvolen arcibiskupem kolínské diecéze. Za jeho působení přestala být utrechtská diecéze kolínskou sufragánní diecézí a zyfflišské děkanství bylo začleněno do nově založené diecéze roermondské. 

## Rodina
Jako Domherr, člen katedrální kapituly, žil v konkubinátu. Měl nejméně jedno dítě, dceru Sybillu, která se provdala v prvním manželství za Eduarda (Egbert) z Bocholtze († po roce 1590) a podruhé za Jana Eggenoye († před rokem 1616).